# جلد السماء

تصوير فني للمفهوم العبري القديم للكون، حيث صُوِّر جَلَد السماء، وشِيُول، Tehom.

في كونيات الشرق الأدنى القديم، تعني جَلَد السماء أو أَعْنَان السماء (بالإنجليزية: Firmament)‏ حاجزًا سماويًا يفصل المياه السماوية أعلاه عن الأرض أدناه. في كونيات الكتاب المقدس، جلد السماء (بالعبرية: רָקִ֫יע، نقحرة: رَاقِيَع) هي القبة الصلبة الضخمة التي خلقها الله أثناء قصة الخلق في سفر التكوين لفصل البحر البدائي [الإنجليزية] إلى قسمين علوي وسفلي حتى تظهر الأرض الجافة.
تُبُنِّيَ هذا المفهوم في النماذج الكلاسيكية ونماذج العصور الوسطى للكرات السماوية، ولكن تُخُلِيَّ عنه مع التقدم في علم الفلك في القرنين السادس عشر والسابع عشر. يُعرف اليوم بأنه مرادف للسماء أو الجنة.